# أنطونيو رومانو (لاعب كرة قدم إيطالي)
أنطونيو رومانو (بالإيطالية: Antonio Romano)‏ (21 يناير 1995 بأتشيرا في إيطاليا - ) هو لاعب كرة قدم إيطالي في مركز الهجوم. لعب مع إنتر ميلان ونادي برو فيرتشيلي ونادي بريشيا ونادي تشيزينا.

## وصلات خارجية
- أنطونيو رومانو على موقع قاعدة بيانات كرة القدم.إي يو (الإنجليزية)